# Dom bł. ks. Antoniego Rewery
Dom bł. ks. Antoniego Rewery – izba pamięci z siedzibą w Domu Parafialnym przy kościele pw. św. Józefa w Sandomierzu.

## Historia
Izba Pamięci została uroczyście otwarta i poświęcona 17 listopada 2007 r. przez bpa Andrzeja Dzięgę. Wystawa powstała dzięki staraniom ks. proboszcza Zygmunta Niewadziego (1935–2012), wielkiego orędownika kultu błogosławionego ks. Rewery, oraz Mariana Stępnia, siostrzeńca ks. Rewery. Wystawę urządzono w miejscu dawnej plebanii przy kościele św. Józefa w Sandomierzu, tam, gdzie ks. Rewera mieszkał do czasu aresztowania przez gestapo w 1942 roku.

## Ekspozycja
Wystawa poświęcona jest postaci bł. ks. Antoniego Rewery i znajduje się w jednym pomieszczeniu. Podzielona została na kilka części tematycznych. Odtworzona została izba mieszkalna w domu rodzinnym w Samborcu z oryginalnymi fragmentami belek, fotografiami rodzinnymi i obrazami z tamtego czasu oraz noszonym przez ks. Rewerę mantoletem. Kolejna część wystawy to korespondencja ks. Antoniego, fotografie dokumentujące jego kapłańskie życie. W centrum – niejako w formie ołtarza – prezentowana jest urna z ziemią przywiezioną z obozu koncentracyjnego w Dachau, oplecioną cierniową koroną, zaś za kratą prezentowane są unikalne fotografie portretowe wykonane więzionemu ks. Rewerze w Auschwitz-Birkenau.

## Galeria

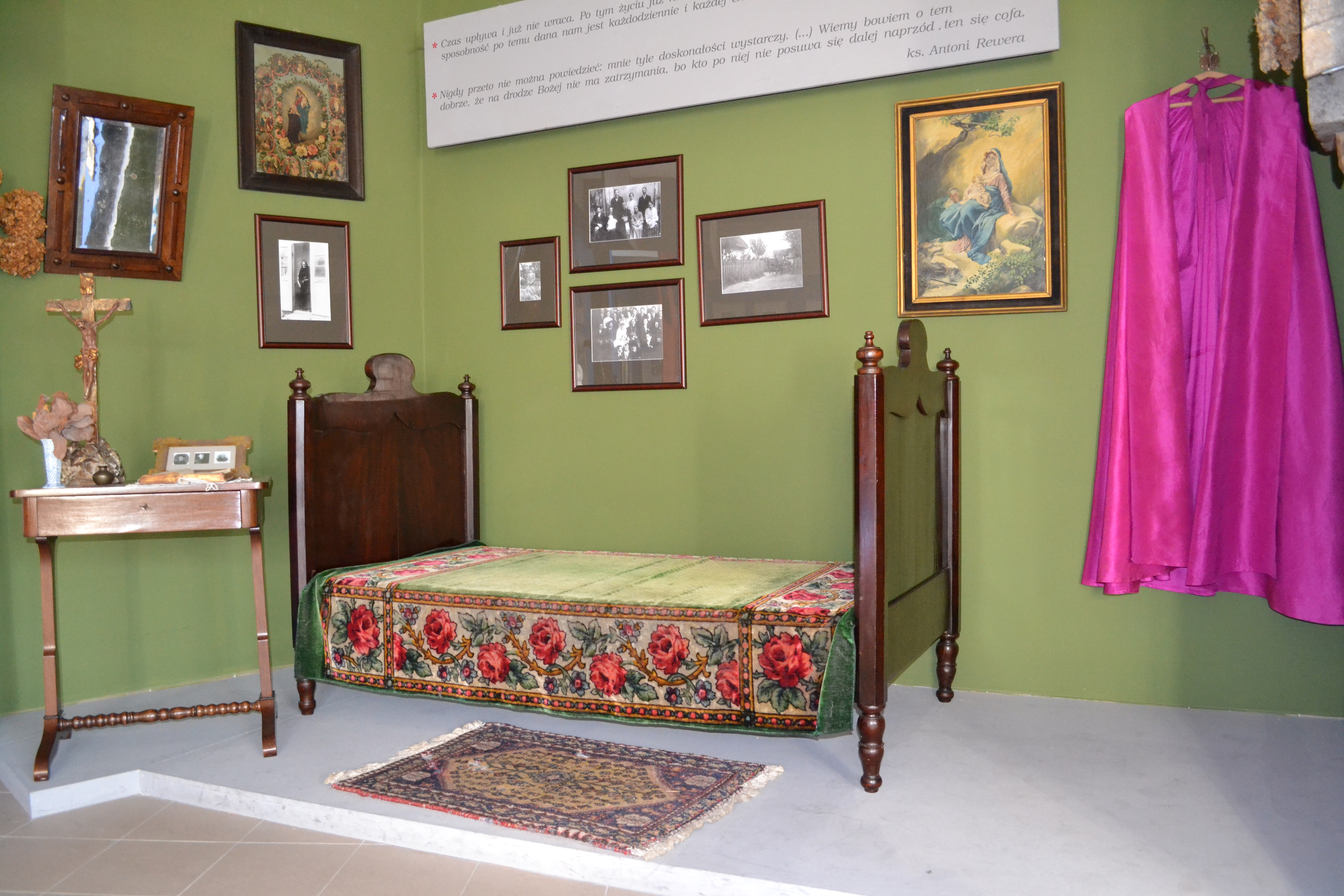
Izba mieszkalna bł. ks. Antoniego Rewery w Samborcu
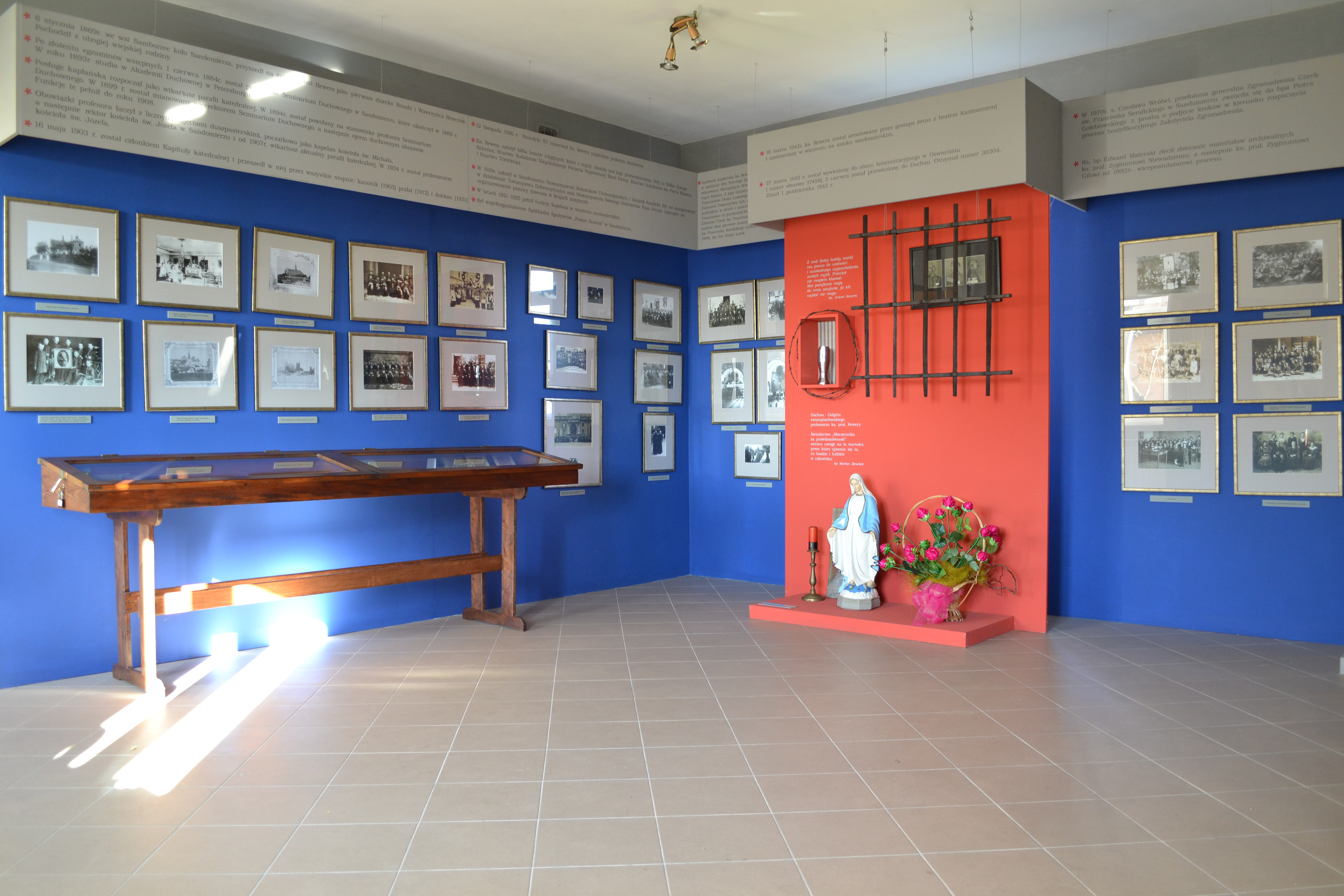
Fotografie dokumentujące kapłaństwo bł. ks. Antoniego Rewery